# Праотець
Праотець (грец. προπατωρ) — лик старозавітних святих, шанованих християнською церквою як виконавці волі Божої у Старозавітню епоху. Праотці є предками Ісуса Христа по людству і тим самим праобразно беруть участь в історії спасіння, на шляху людства до Царства Небесного. Праотцями перш за все є старозавітні патріархи (грец. πατριαρχης родоначальник, праотець). Церква шанує десять патріархів що були до Великого потопу, які, згідно з Біблією, були зразками благочестя і хранителями обітниці ще до обдарування Ізраїлю закону і відрізнялися винятковим довголіттям. Це Адам, Сиф, Енох, Кенан, Магалал'їл, Яред, Енос, Мафусал, Ламех і Ной (Бут. 5: 1-32). В епоху після потопу і до дарування Мойсеєві закону серед патріархів Авраам, Ісаак, Яків і Йосип на якому завершується патріархальний період біблійної історії. Християнська традиція вбачає в діяннях таких патріархів промислительне значення, старозавітне передбачення новозавітної історії: так, принесення Авраамом в жертву Ісаака прообразує, згідно патристичним тлумаченням, хресну смерть і воскресіння Христа. Це тлумачення відбилося в християнській гімнографії (спогад старозавітних патріархів в службах Господніх і Богородичних свят) і іконографії. До праотців відносяться також праведні Богоотці Іоаким і Анна, батьки Богородиці, і праведний Йосип, обручник Богородиці.
Шанування старозавітних праотців засвідчено в християнській церкві принаймні з другої половини IV ст., Воно, мабуть, сходить до практики юдейохристиянських громад перших століть християнства і в своїх витоках пов'язується насамперед з єрусалимською церквою. Перед Різдвом Христовим встановлено особливе святкування старозавітним святим — Неділя праотців і отців (спочатку, за деякими свідченнями, в цей день святкувалась пам'ять лише Авраама, Ісака та Якова). Старозавітні святі поминаються в чині літургії в молитві перед причастям: «Так знайдемо милість і благодать з усіма святими, що від віку Тобі догодили праотці, отці, патріархи, пророки …» (Літургія Василя Великого). Таке поминання засвідчено вже в словах св. Кирила Єрусалимського, який писав: «Потім поминаємо раніше спочилих Патріархів, Пророків, Апостолів, Мучеників, щоб Господь прийняв цю жертву за їх молитвами і їх заступництвом».